# Zakrzów (Wieliczka)
Pour les articles homonymes, voir Zakrzów.
Zakrzów est une localité polonaise de la gmina de Niepołomice, située dans le powiat de Wieliczka en voïvodie de Petite-Pologne.